# ヴォルフガング・ナラー
ヴォルフガング・ナラー（Wolfgang Knaller、1961年10月9日 - ）は、オーストリアの元サッカー選手。元オーストリア代表。ポジションはゴールキーパー。

## 来歴
1991年にオーストリア代表デビュー。1996年までに4試合に出場した。出場機会は無かったが、1998 FIFAワールドカップのメンバーにも選ばれた。

## 代表歴

### 出場大会
- オーストリア代表
  - 1998 FIFAワールドカップ

### 試合数
- 国際Aマッチ 4試合 0得点（1991年-1996年）[1]

| オーストリア代表 | 国際Aマッチ | 国際Aマッチ |
| 年               | 出場        | 得点        |
| ---------------- | ----------- | ----------- |
| 1991             | 2           | 0           |
| 1992             | 1           | 0           |
| 1993             | 0           | 0           |
| 1994             | 0           | 0           |
| 1995             | 0           | 0           |
| 1996             | 1           | 0           |
| 通算             | 4           | 0           |